# Самолёт президента
«Самолёт президента» (англ. Air Force One) — триллер 1997 года режиссёра Вольфганга Петерсена. Главные роли сыграли Харрисон Форд и Гэри Олдмен.

## Сюжет
1997 год. Военные, сохранившие верность советскому строю, захватили власть в Казахстане с намерением реанимировать СССР во главе с военным правительством. Спецназ США проводит операцию по захвату президента Казахстана — генерала Ивана Радека.
В Москве (Россия) отмечают арест Радека. На церемонии присутствует президент США Джеймс Маршалл, произносящий жёсткую речь о новой политике непримирения с террором, после чего вылетает из Москвы «Бортом номер один». Во время посадки на него под видом московских журналистов проникает группа казахстанских террористов с целью потребовать освобождения Радека из тюрьмы.
При захвате самолёта президент должен эвакуироваться при помощи спасательной капсулы, но, найденная спасателями, она оказывается пуста; оказывается, президент остался в самолёте. Он выбирается из спасательного отсека и начинает ликвидацию террористов, затем находит спутниковый телефон и связывается с Белым домом. Под руководством технического эксперта он сливает часть авиатоплива, надеясь, что его недостаток заставит террористов посадить самолёт, но террористы требуют дозаправку в воздухе. После очередной перестрелки с охранниками президент попадает к заложникам. Оценив ситуацию, он решает эвакуировать их с самолёта на парашютах из грузового отсека, предварительно через Белый дом приказав заправщику KC-10 Extender снизиться до безопасной для парашютирования высоты. Во время дозаправки террористы замечают сбегающих заложников и подрывают дверь в грузовой отсек. В результате тряски заправочный шланг отрывается, происходит возгорание авиатоплива и самолёт-заправщик взрывается.
«Борт номер один» тем временем входит в воздушное пространство Казахстана и эскорт истребителей F-15 ВВС США по требованию лидера террористов Коршунова оставляет самолёт. Коршунов, избивая президента и угрожая смертью его жене и дочери, добивается своей цели — Маршалл звонит в Москву и требует освободить Радека. Радека освобождают, его сторонники торжествуют, на самолёте радуются и террористы — их задача выполнена. Но президенту удаётся освободиться от «наручников» из скотча и в схватке с ним гибнут все террористы, а затем и сам Коршунов при попытке спрыгнуть с парашютом. Самолёт остаётся без пилотов (они были застрелены при попытке сесть на немецкой авиабазе Рамштайн).
Президент Маршалл немедленно отдаёт приказ убить Радека, а сам, как бывший военный лётчик, садится за штурвал. Охрана тюрьмы расстреливает Радека. В Белом доме и Кремле ликование: президентский самолёт освобождён, но сообщники Радека не собираются сдаваться — к «Борту номер один» направляются истребители МиГ-29 ВВС Казахстана с подконтрольной Радеку авиабазы; им противодействуют F-15 ВВС США. В ходе воздушного боя «Борт номер один» оказывается сильно повреждён и частично теряет управление, авиатопливо на исходе. Самолёт уже не сможет приземлиться.
На помощь теряющему высоту самолёту летит находящийся неподалёку десантный самолёт Lockheed MC-130 ВВС США «Свобода». Эвакуируют оставшихся на самолёте президента людей необычным способом — протянув трос между самолётами и по нему перевозя всех по очереди на MC-130. Успешно эвакуируются семья и раненый глава администрации, время остаётся только на эвакуацию президента, но тот непреклонен — спастись должны все. Внезапно глава охраны президента Гиббс, оказавшийся предателем, убивает десантника и майора, а президенту говорит, что и у следующего президента США станет главой охраны. Маршаллу в драке удаётся победить его и эвакуироваться, а президентский самолёт с оставшимся на борту Гиббсом падает в Каспийское море и разбивается.

## В ролях
| Актёр             | Роль                                                                           |
| ----------------- | ------------------------------------------------------------------------------ |
| Харрисон Форд     | президент США Джеймс Маршалл                                                   |
| Гэри Олдмен       | главарь террористов Егор (Иван/Валерий) Коршунов                               |
| Гленн Клоуз       | вице-президент США Кэтрин Беннетт                                              |
| Венди Крюсон      | первая леди США Грейс Маршалл                                                  |
| Лизел Мэттьюз     | дочь президента США Элис Маршалл                                               |
| Пол Гилфойл       | глава аппарата Белого дома Ллойд Шепард                                        |
| Ксандер Беркли    | глава охраны президента Гиббс                                                  |
| Уильям Мэйси      | военный помощник президента, майор Норман Колдуэлл                             |
| Дин Стоквелл      | министр обороны США Уолтер Дин                                                 |
| Том Эверетт       | советник президента США по национальной безопасности Джек Доэрти               |
| Донна Буллок      | пресс-секретарь Белого дома Мелани Митчелл                                     |
| Алан Вулф         | президент России Столича Петров                                                |
| Юрген Прохнов     | президент Казахстана генерал Иван (Александр) Радек                            |
| Леван Учанейшвили | террорист Сергей Ленский                                                       |
| Илья Баскин       | террорист-пилот Андрей Колчак                                                  |
| Эндрю Дивофф      | террорист Борис Базылев                                                        |
| Давид Вадим       | террорист Игорь Невский                                                        |
| Илья Волох        | террорист Владимир Красин                                                      |
| Майкл Рэй Миллер  | полковник, командир экипажа «Борта номер один» Аксельрод                       |
| Карл Вайнтрауб    | подполковник, помощник командира «Борта номер один» Ингрэмс                    |
| Элестер Лэтэм     | бортинженер «Борта номер один» Бриджес                                         |
| Билл Смитрович    | генерал, председатель Объединённого комитета начальников штабов Уильям Нортвуд |
| Гленн Моршауэр    | агент Секретной службы США Уолтерс                                             |
| Филип Бейкер Холл | Генеральный прокурор США Эндрю Уорд                                            |
| Павел Лычников    | конвоир № 1 в российской тюрьме                                                |
| Олег Тактаров     | конвоир № 2 в российской тюрьме (кинодебют)                                    |
| Борис Ли Крутоног | лидер-пилот «МиГ-29»                                                           |
| Алекс Видов       | пилот «МиГ-29»                                                                 |
| Тимоти Кархарт    | агент Секретной службы США на пропускном пункте (в титрах не указан)           |

## Съёмочная группа
- Режиссёр: Вольфганг Петерсен
- Сценарий: Эндрю У. Марлоу
- Продюсеры: Вольфганг Петерсен, Гэйл Кэц, Эрмиэн Бернстайн, Джон Шестак
- Исполнительные продюсеры: Томас Э. Блисс, Марк Абрахам, Дэвид Лестер
- Оператор: Михаэль Балльхаус
- Художник: Уильям Сэнделл
- Композитор: Джерри Голдсмит
- Монтаж: Ричард Фрэнсис-Брюс
- Костюмы: Эрика Эделл Филлипс

## Награды
- Две номинации на премию «Оскар» — «Лучший звук» и «Лучший монтаж».